# Edmund Lesser

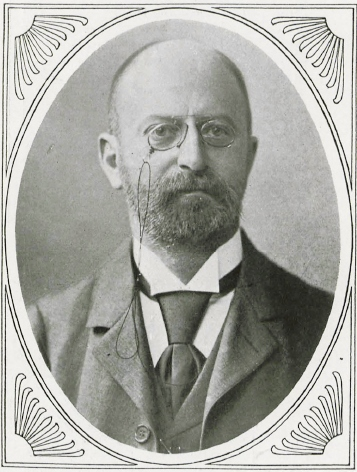
Edmund Lesser

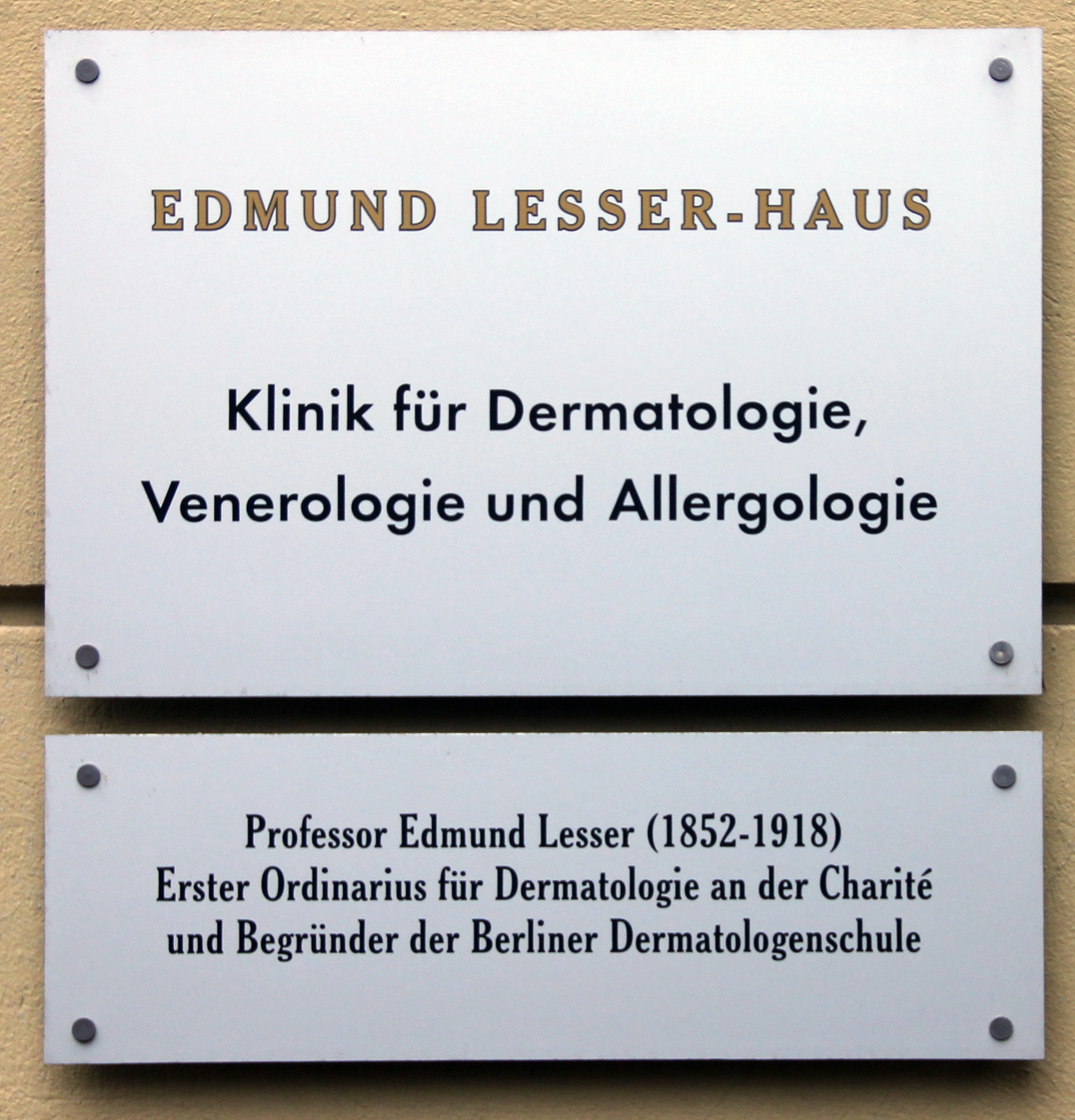
Gedenktafel an einem Gebäude der Charité

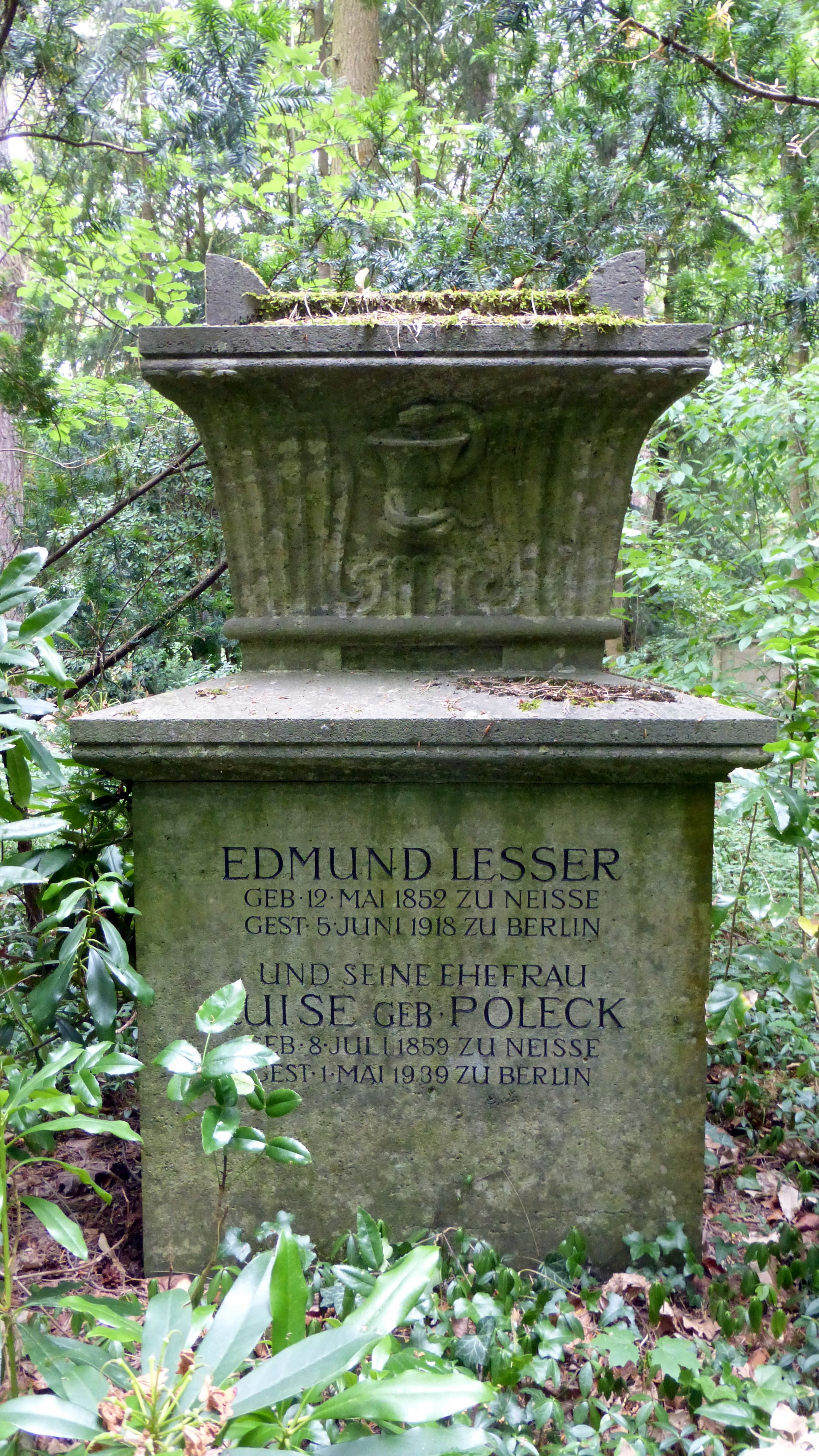
Edmund Lessers Grabstein auf dem Südwestkirchhof Stahnsdorf

Johann Edmund Anton Lesser, auch Johannes Lesser (* 12. Mai 1852 in Neisse, Schlesien; † 5. Juni 1918 in Berlin-Grunewald) war ein deutsch-jüdischer Dermatologe.

## Leben
Sein Vater war der spätere Reichsgerichtsrat Adolph Lesser. Nach dem Studium der Medizin an den Universitäten in Bonn, Berlin und Straßburg, wo er auch promovierte, begab er sich zur weiteren fachlichen Ausbildung zu Ferdinand von Hebra in Wien, zum Internisten Hermann Senator am Berliner Kaiserin-Augusta-Hospital und zum Dermatologen Oskar Simon in Breslau. 1882 habilitierte er in Leipzig.
1889 wurde er zum außerordentlichen Professor und Direktor der Dermatologischen Klinik in Bern ernannt. 1896 wurde er zum Extraordinarius in Berlin und 1911 zum ersten Ordinarius für Dermatologie in Deutschland berufen. Zugleich war er Leiter der Klinik für Haut- und Geschlechtskrankheiten an der Charité.
In zahlreichen Abhandlungen äußerte er sich zu speziellen Fragen der Haut- und Geschlechtskrankheiten, in besonderem Maße zur Syphilis.
Er war Vorsitzender der Berliner Dermatologischen Gesellschaft und Mitherausgeber der Zeitschrift Archiv für Dermatologie und Syphilis, Generalsekretär und Präsident der Deutschen Gesellschaft zur Bekämpfung von Geschlechtskrankheiten sowie ab 1891 Mitglied der Deutschen Akademie der Naturforscher Leopoldina. 1889 gehörte er mit Joseph Doutrelepont, Moriz Kaposi, Albert Neisser und Philipp Josef Pick zu den Gründern der Deutschen Dermatologischen Gesellschaft. Er trug den Titel Geheimer Medizinalrat.
Seine Grabstätte befindet sich auf dem Südwestkirchhof Stahnsdorf. Er war verheiratet mit Luise Poleck (1859–1939).

## Schriften
- Über Rhizopoden und denselben nahestehende Organismen In: Archiv für mikroskopische Anatomie 10(1874), S. 35–243. (mit Richard Hertwig).
- Beiträge zur Pathologie und Therapie der Hypospadie, Straßburg 1876 (Diss.)
- Über Syphilis maligna, SD 1882.
- Lehrbuch der Haut- und Geschlechtskrankheiten für Studierende und Ärzte, 2 Bde., Leipzig 1885/1886; 14. Aufl. Berlin 1926–1930. (neu bearb. von Josef Jadassohn).
- Traite des affections cutanees et veneriennes, Bruxelles 1891.
- Tratado de dermatologia, sifiliografia y enfermedades venereas, 2Bde., Barcelona 1901.
- Die öffentliche Prophylaxe der Syphilis, Leipzig 1888. (mit Jean Alfred Fournier).
- Die Aussatzhäuser des Mittelalters, Zürich 1896.
- Encyklopädie der Haut- und Geschlechtskrankheiten, Leipzig 1900.